# جان تروزيه
جان تروزيه (بالفرنسية: Jean Troisier)‏‏ (18 مايو 1881 في الدائرة التاسعة في باريس - 31 أكتوبر 1945 في باريس) طبيب، وأحيائي من فرنسا.

## الجوائز
- وسام جوقة الشرف من رتبة فارس
- Order of the Francisque [الإنجليزية]‏